# Fresnoy-Andainville
Fresnoy-Andainville és un municipi francès situat al departament del Somme i a la regió dels Alts de França. L'any 2007 tenia 86 habitants.

## Demografia

### Població

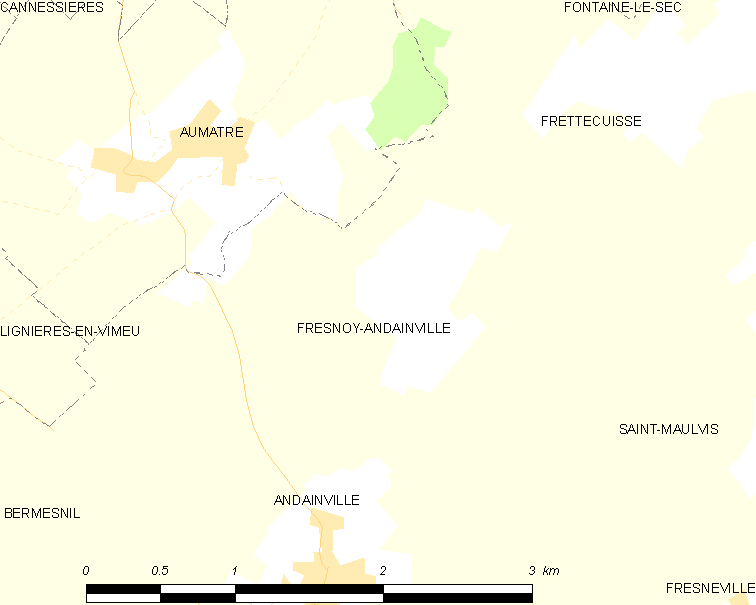

El 2007 la població de fet de Fresnoy-Andainville era de 86 persones. Hi havia 36 famílies de les quals 8 eren unipersonals (8 homes vivint sols), 8 parelles sense fills, 12 parelles amb fills i 8 famílies monoparentals amb fills.
La població ha evolucionat segons el següent gràfic:
Habitants censats

### Habitatges

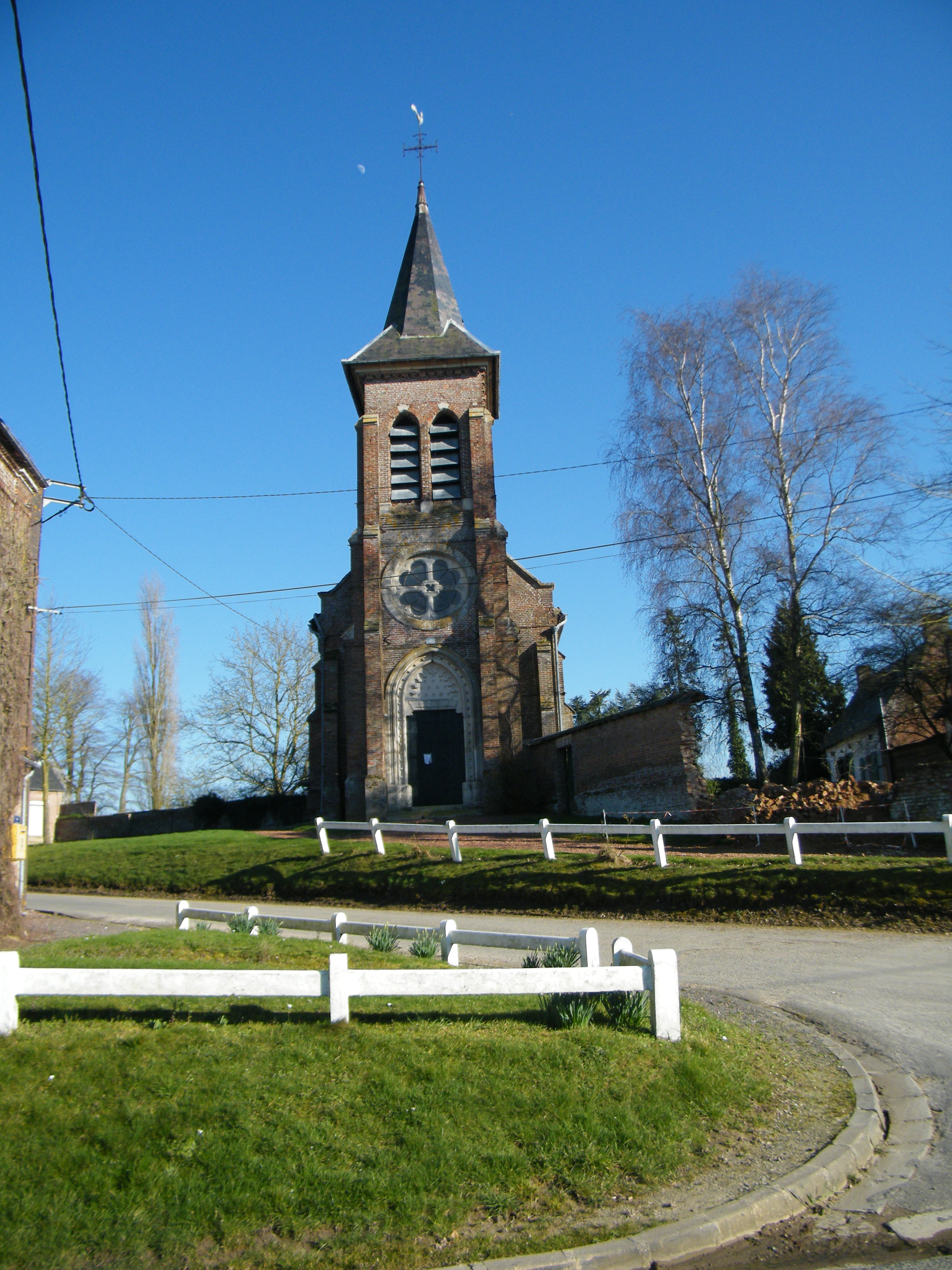

El 2007 hi havia 42 habitatges, 36 eren l'habitatge principal de la família i 6 eren segones residències. Tots els 42 habitatges eren cases. Dels 36 habitatges principals, 33 estaven ocupats pels seus propietaris, 1 estava llogat i ocupat pels llogaters i 2 estaven cedits a títol gratuït; 3 tenien dues cambres, 7 en tenien tres, 4 en tenien quatre i 22 en tenien cinc o més. 11 habitatges disposaven pel capbaix d'una plaça de pàrquing. A 15 habitatges hi havia un automòbil i a 14 n'hi havia dos o més.

### Piràmide de població

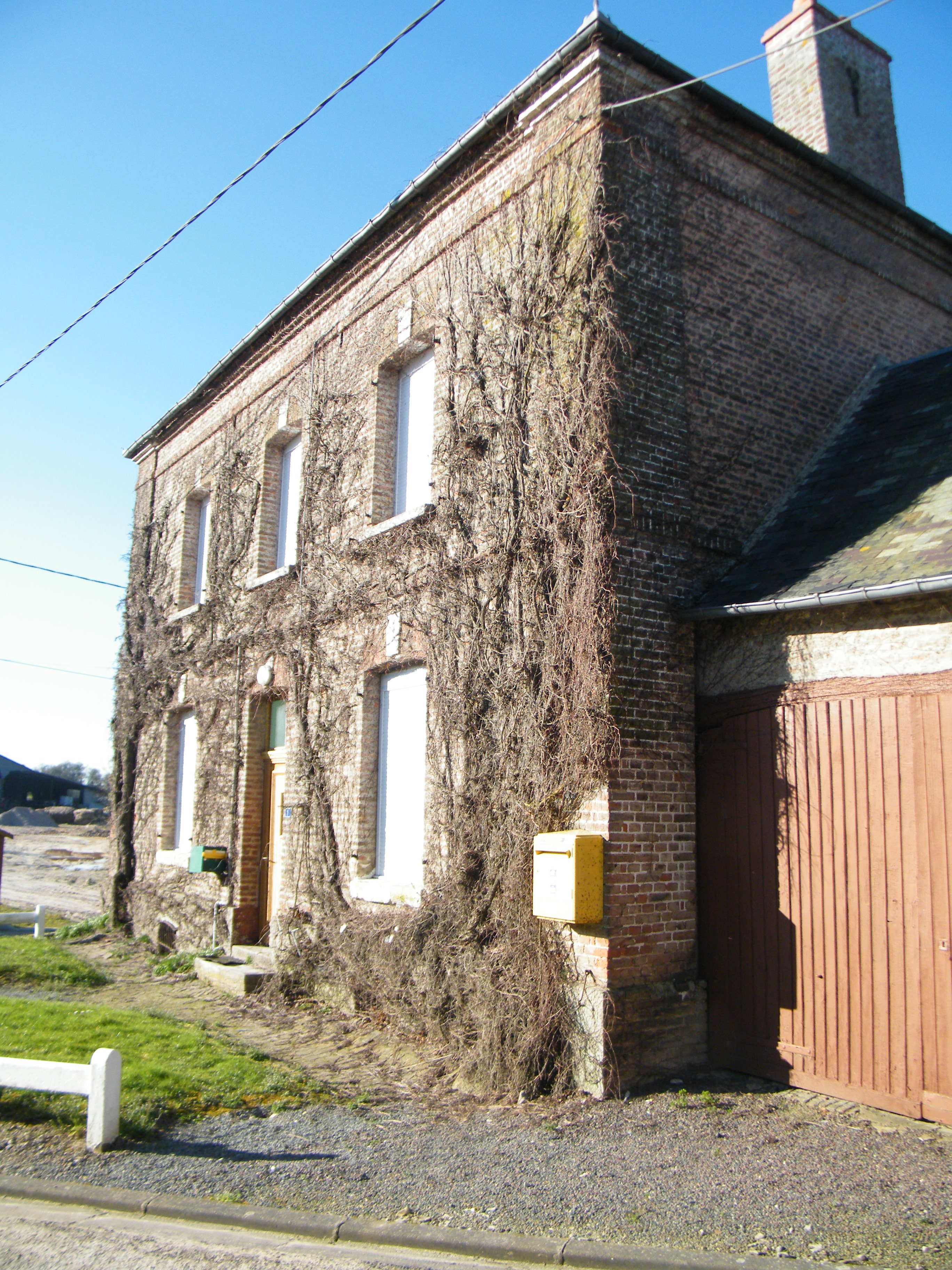

La piràmide de població per edats i sexe el 2009 era:
| Homes | Edats   | Dones |
| ----- | ------- | ----- |
| 0     | 95 o +  | 0     |
| 0     | 90 a 94 | 0     |
| 0     | 85 a 89 | 3     |
| 1     | 80 a 84 | 2     |
| 4     | 75 a 79 | 2     |
| 3     | 70 a 74 | 3     |
| 3     | 65 a 69 | 3     |
| 1     | 60 a 64 | 1     |
| 2     | 55 a 59 | 3     |
| 5     | 50 a 54 | 2     |
| 7     | 45 a 49 | 2     |
| 1     | 40 a 44 | 5     |
| 0     | 35 a 39 | 0     |
| 3     | 30 a 34 | 1     |
| 4     | 25 a 29 | 1     |
| 4     | 20 a 24 | 4     |
| 4     | 15 a 19 | 3     |
| 3     | 10 a 14 | 0     |
| 0     | 5 a 9   | 0     |
| 0     | 0 a 4   | 0     |

## Economia

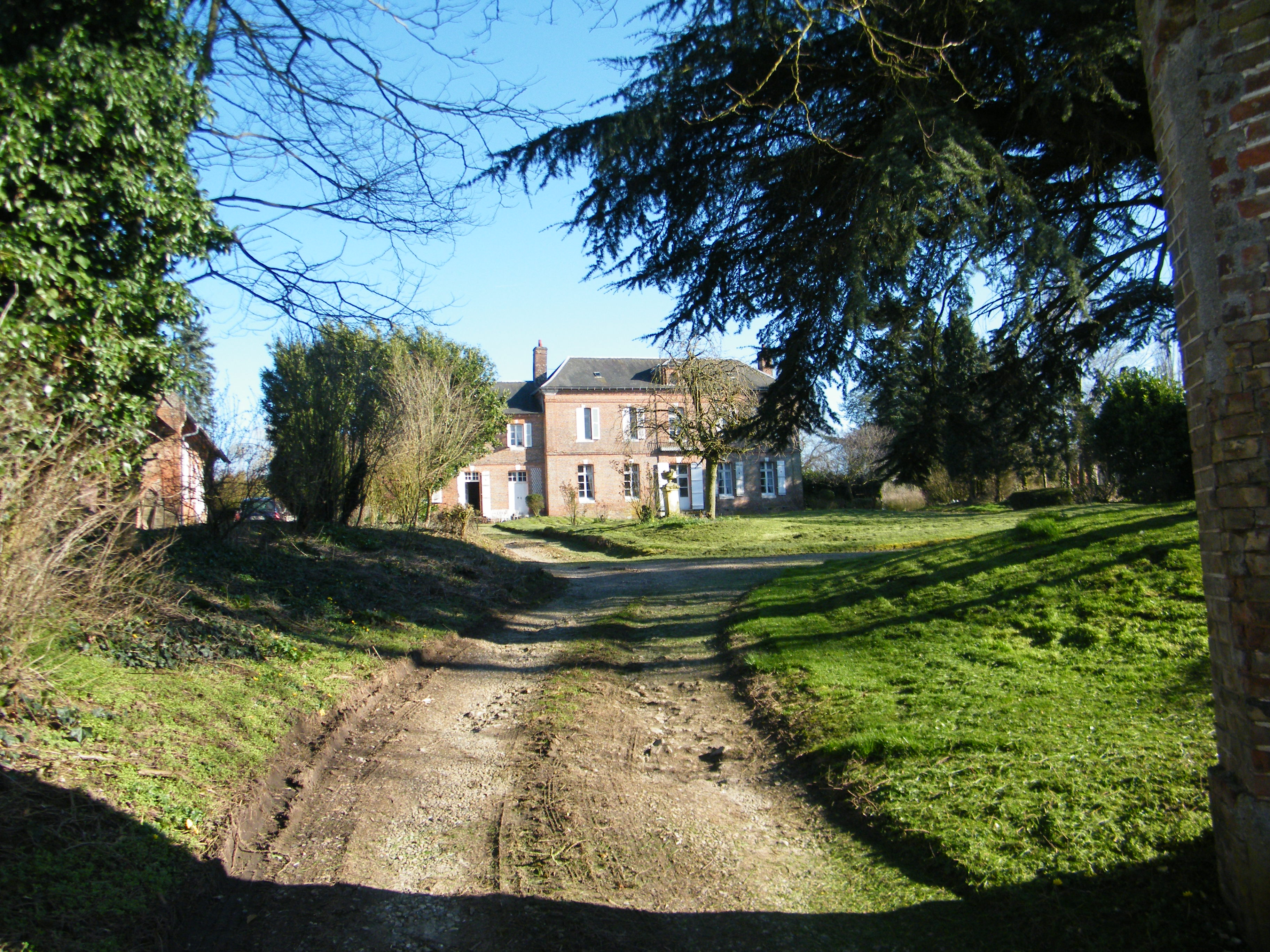

El 2007 la població en edat de treballar era de 62 persones, 50 eren actives i 12 eren inactives. De les 50 persones actives 44 estaven ocupades (29 homes i 15 dones) i 6 estaven aturades (3 homes i 3 dones). De les 12 persones inactives 7 estaven jubilades, 1 estava estudiant i 4 estaven classificades com a «altres inactius».
Activitats econòmiques
Els 2 establiments que hi havia el 2007 eren d'empreses de comerç i reparació d'automòbils.
L'únic servei als particulars que hi havia el 2009 era un taller de reparació d'automòbils i de material agrícola.
L'any 2000 a Fresnoy-Andainville hi havia 5 explotacions agrícoles.

## Equipaments sanitaris i escolars

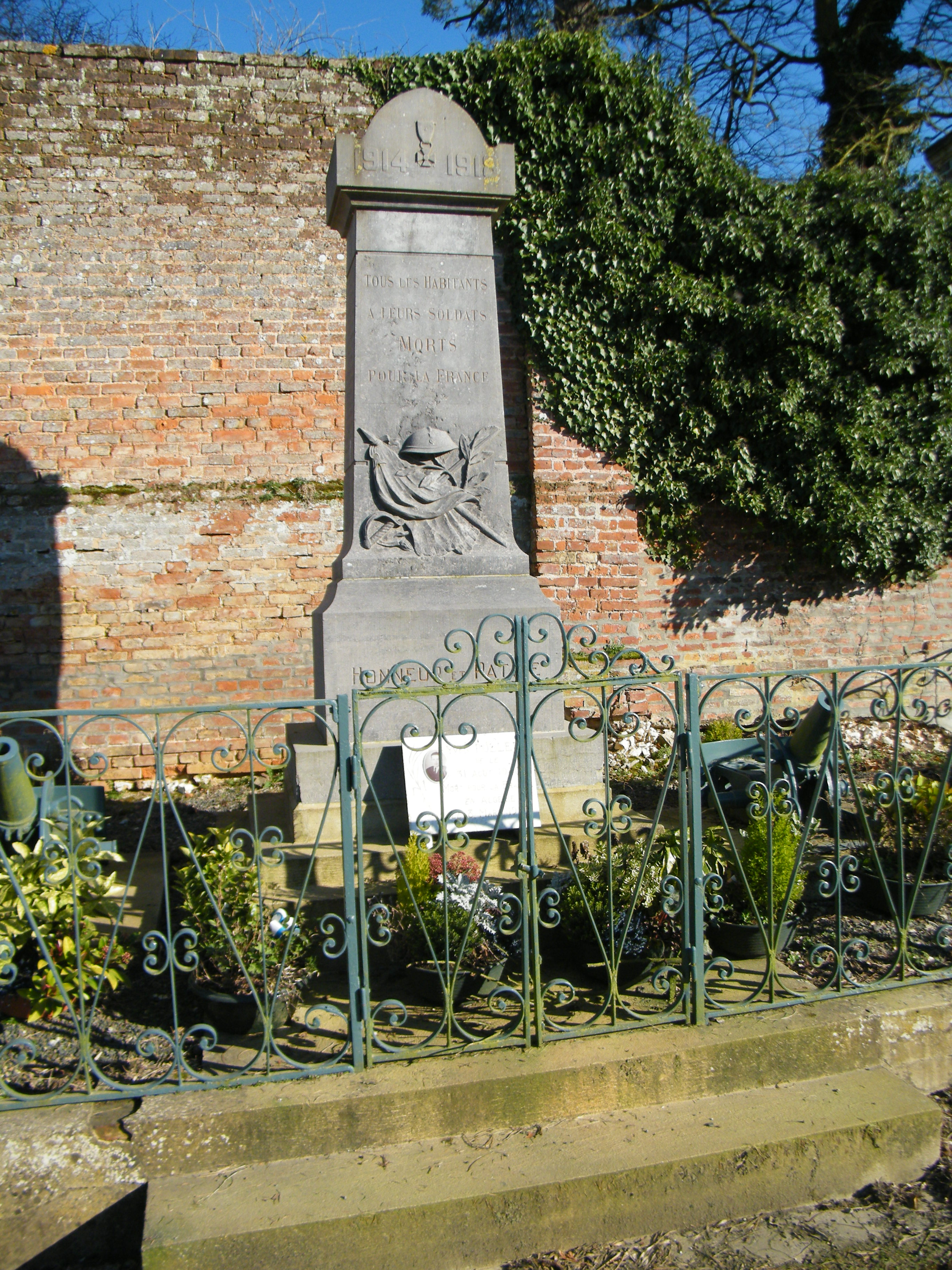

El 2009 hi havia una escola elemental integrada dins d'un grup escolar amb les comunes properes formant una escola dispersa.

## Poblacions més properes
El següent diagrama mostra les poblacions més properes.